# Synagoga w Chodzieży
Synagoga w Chodzieży – synagoga znajdująca się dawniej w Chodzieży, znajdowała się u zbiegu dzisiejszych ulic Piekary, Harcerskiej i Zamkowej.

## Historia
Synagoga została zbudowana w latach 1835–1837 na miejscu starej synagogi, spalonej w 1835 roku. Budowę wspierał ówczesny właściciel miasta Ferdynand von Zacha. Synagoga ponownie spłonęła w 1838 roku, została odbudowana w latach 1846–1847. W okresie międzywojennym gmina żydowska w Chodzieży nie posiadała własnego rabina, rabini przyjeżdzali jednak z Wągrowca lub Poznania.
Synagoga została rozebrana przez władze hitlerowskie w 1941 roku; do jej rozbiórki zmuszono Żydów więzionych w obozie pracy w Chodzieży. Gruzy z rozebranej synagogi oraz macewy z cmentarza żydowskiego posłużyły do budowy drogi z Chodzieży do Szamocina.
W latach 90. XX wieku w miejscu dawnej synagogi znajdował się kwietnik. 9 listopada 2012 roku na skwerze znajdującym się w miejscu synagogi odsłonięto tablicę pamiątkową upamiętniającą synagogę.